# Morze lodu
Morze lodu (niem. Das Eismeer; inny tytuł: Die gescheiterte Hoffnung – Zniweczona nadzieja) – obraz olejny Caspara Davida Friedricha namalowany w latach 1823–1824. Przedstawia tragiczny aspekt polarnej ekspedycji Williama Edwarda Parry’ego, zorganizowanej w latach 1819–1820 w poszukiwaniu Przejścia Północno-Zachodniego. Od 1905 roku znajduje się w zbiorach Kunsthalle w Hamburgu.

## Powstanie obrazu, opis i symbolika
Obraz przedstawia statek, który z biegiem czasu został ściśnięty przez masy lodu, w polarnym pejzażu, pozbawionym oznak ludzkiego życia. Inspiracją do jego powstania była polarna ekspedycja Williama Edwarda Parry’ego, zorganizowana w latach 1819–1820 w poszukiwaniu Przejścia Północno-Zachodniego. Friedrich nigdy nie był w Arktyce. Dla ukazania lodu na obrazie zrobił szkice olejne zimą 1820/1821 roku, kiedy mróz ściął wody Łaby.
| Studia olejne do obrazu Morze lodu, 1821, Kunsthalle w Hamburgu | Studia olejne do obrazu Morze lodu, 1821, Kunsthalle w Hamburgu | Studia olejne do obrazu Morze lodu, 1821, Kunsthalle w Hamburgu |
| --------------------------------------------------------------- | --------------------------------------------------------------- | --------------------------------------------------------------- |
|                                                                 |                                                                 |                                                                 |
|                                                                 |                                                                 |                                                                 |

Obraz, którego lodowata paleta koresponduje z arktyczną scenerią, zawiera też odniesienie do tragicznego wydarzenia z dzieciństwa artysty, kiedy jego młodszy brat utonął po tym, jak załamał się pod nim lód. Choć morze zamarzło zamieniając się w lód, a natura, podobnie jak statek, została skazana na zagładę, to świetliste niebo i bezkresny horyzont symbolizują, jak to często bywa w twórczości Friedricha, szansę ocalenia. W przeciwieństwie do płyt lodu na pierwszym planie, piętrzących się na kształt rozłupanej piramidy o ostrych krawędziach, gromadzącej w sobie energię do ostatecznego zniszczenia, z pozornie zwiewnego i przezroczystego tła emanuje patetyczny spokój. Pomiędzy zwałami lodu sterczą maszty statku, którego wrak widoczny jest z prawej strony. Wskazują na niego dwie bryły lodu, ułożone w formie strzały. Łącząc elementy tragiczne z subtelnymi artysta przekształcił polarny świat w statek ludzkich emocji. Wizualne odniesienia do ruiny i nadziei, do zniszczenia i odbudowy, połączył z symbolicznym protestem przeciwko opresyjnej „politycznej zimie”, która oddziaływała na państwa niemieckie za rządów Metternicha.

## Dzieje obrazu
Obraz Friedricha został w 1824 roku wystawiony w Akademii Sztuk Pięknych w Pradze, ale nie cieszył się zainteresowaniem i nie udało się go sprzedać. Spotkał się z niezrozumieniem i odrzuceniem. Został lekceważąco odrzucony jako „nudny”, a jeden z krytyków życzył mu, żeby stopniał raz na zawsze. Obraz pozostał niesprzedany aż do śmierci artysty. W 1905 roku został kupiony przez Kunsthalle w Hamburgu z rąk spadkobierców norweskiego przyjaciela Friedricha, Johana Christiana Clausena Dahla.